# Schliersee (gemeente)
Schliersee is een plaats in de Duitse deelstaat Beieren, en maakt deel uit van de Landkreis Miesbach.
Schliersee telt 6.959 inwoners.
Schliersee is de geboorteplaats van Markus Wasmeier